# Santamartawinterkoning
De santamartawinterkoning (Troglodytes monticola) is een zangvogel uit de familie Troglodytidae (Winterkoningen). Het is een bedreigde, endemische vogelsoort in Colombia.

## Kenmerken
De vogel is gemiddeld 11,5 cm, dat is iets groter dan de (Europese) winterkoning. Verder verschilt deze Zuid-Amerikaanse soort van de winterkoning in de kleur van het verenkleed, de borst en buik zijn meer egaal warmbruin, de oogstreep is licht okerkleurig en de rug is iets meer gestreept dan bij de winterkoning.

## Verspreiding en leefgebied
Deze soort is endemisch in Noord-Colombia in de Sierra Nevada de Santa Marta. Het leefgebied bestaat uit lage begroeiing van struikvormig gewas bij de boomgrens van het gebergte op hoogten tussen de 3200 en 4800 m boven de zeespiegel.

## Status
De santamartawinterkoning heeft een beperkt verspreidingsgebied en daardoor is er een grote kans op uitsterven. De grootte van de populatie werd in 2018 door BirdLife International geschat op 50 tot 149 individuen en de populatieaantallen nemen af door habitatverlies. Het leefgebied wordt aangetast door ontbossing waarbij natuurlijke vegetatie wordt gebruikt als brandhout of het gebied rond de boomgrens wordt omgezet in weidegrond door het af te branden. Dit gebeurt ook in formeel beschermd gebied. Om deze redenen staat deze soort als ernstig bedreigd (kritiek) op de Rode Lijst van de IUCN.